# Resolution 2166 des UN-Sicherheitsrates
Die Resolution 2166 des UN-Sicherheitsrates ist eine Resolution, die der Sicherheitsrat der Vereinten Nationen nach dem Abschuss von Malaysia-Airlines-Flug 17 über der Ukraine am 21. Juli 2014 einstimmig beschloss.

## Inhalt
Mit der Resolution missbilligte der Sicherheitsrat den Abschuss eines Zivilflugzeugs der Malaysia Airlines auf dem Flug MH17 am 17. Juli 2014 in der Ostukraine bei Hrabowe. Alle 298 Insassen kamen dabei ums Leben. Der Sicherheitsrat forderte eine vollständige, gründliche und unabhängige internationale Untersuchung des Abschusses des Flugzeugs und forderte alle Staaten auf, die zivil- und strafrechtlichen Untersuchungen zu diesem Vorfall zu unterstützen. Bei den internationalen Untersuchungen sollte die internationale Zivilluftfahrtorganisation ICAO eine zentrale Rolle spielen. Außerdem wurde gefordert, dass internationale Experten unverzüglich Zugang zum Unfallort erhalten sollten. 